# Lycocerus svatopluki
Lycocerus svatopluki es una especie de coleóptero de la familia Cantharidae.

## Distribución geográfica
Habita en Tailandia.